# Peter von Dieury
Peter von Dieury, eigentlich Peter Györy (* 1700 in Ungarn; † 1756 in Raab) war ein preußischer Generalmajor und Chef des Husarenregiments Nr. 7.

## Leben
Er stand zunächst in österreichischen Diensten, wurde dort am 6. Mai 1736 Rittmeister im Husaren-Regiment Nr. 6. sowie 1740 zum Major befördert. Im Ersten Schlesischen Krieg kämpfte er gegen Preußen und Franzosen. Am 26. Dezember 1742 stieg er noch zum Oberstleutnant auf und wurde Interimskommandeur des Regiments. Anfang Januar 1743 machte das Regiment Station mit offensichtlich schlechter Sicherung. So gelang den Franzosen ein Überfall, bei dem der Stab und drei Kompanien in Gefangenschaft gerieten. Dieury kam nach seiner Auswechselung im April vor ein Kriegsgericht und nahm danach seinen Abschied.
Er ging am 30. September 1743 in preußische Dienste. Dort wurde er Oberst und Chef des Husarenregiments Nr. 7. Dennoch blieb er erst beim König Friedrich II. Am 19. Februar 1744 wurde er zum Generalmajor ernannt und am 22. April 1744 bekam er die Genehmigung zu seinem Regiment zu gehen. Am 15. Mai 1744 erhielt er dann ein Schreiben vom König mit der Aufforderung Pferde und Mannschaften auszubilden. Am 28. Dezember 1744 rückte er mit seinem Regiment in Zülichau ein. Damit nahm er auch am Zweiten Schlesischen Krieg teil. Am 5. April 1746 erhielt er seine Demission mit einer Pension von 600 Talern und dazu Einkünfte aus dem Regiment auf Lebenszeit. Dennoch erbat Dieury um Erlaubnis mit seinem Sohn – Leutnant im Husarenregiment – nach Ungarn zurückkehren zu dürfen. Die Erlaubnis wurde am 1. Mai 1746 erteilt, er sollte auch dort seine Pension erhalten.